# Pisolithus indicus
Pisólithus índicus (лат.) — наземный гриб-гастеромицет рода пизолитусов. Характерен для флоры Индии; на территории России не встречается.
Родовое название Pisolithus происходит от греческих слов πίσος (pisos) — «горох» и λίθος (lithos) — «камень»; видовой эпитет indicus — от лат. indicus — «индийский».

## Описание
Плодовое тело 10 см диаметром, шаровидное, позднее булавовидное, с цилиндрической ложной ножкой размером 7,5 x 3 см, оканчивающейся беловатыми ризоморфами.
Перидий тонкий, буровато-серый, гладкий, позднее морщинистый и трещиноватый, особенно в месте соединения с ложной ножкой.
Глеба изначально состоит из мелких белых тонкостенных перидиолей, позднее превращается в сероватую порошковидную массу.

### Микроморфология
Гифы тонко- и толстостенные, 7 мкм диаметром, от гиалиновых до бурых.
Споры 11,5—19,5 x 11—17,5 мкм диаметром, округлые, с шипами до 2,5 мкм длиной, серовато-бурые, в реактиве Мельцера — ржаво-коричневые. Базидии не наблюдаются. Цистиды отсутствуют. Пряжки присутствуют.

## Экология и распространение
Изначально эндемичный для Индии микоризный гриб, растущий на почве в лесах в симбиозе c ватерией индийской (Vateria indica). Известен только на территории штата Карнатака.